# Área metropolitana de Tarragona
La denominada Área Metropolitana de Tarragona es una conurbación del noreste de España, en el sur de la comunidad autónoma de Cataluña. Cuenta con 485 314 habitantes (2016) en un área de 830,85 km². Destacan las ciudades de Tarragona, capital de la provincia de Tarragona y el Campo de Tarragona, y en segundo término Reus, que aglutinan gran parte población del área con más de 100 000 habitantes cada una. También destaca el triángulo Vilaseca-Salou-Cambrils, que aglutina 80 000 habitantes más.
El área metropolitana no existe como tal, pero últimamente, a principios del 2018, se está empezando a hablar y plantear su formación. A raíz que se ha anunciado la estación de Alta Velocidad en el Aeropuerto gerundense y su mejora, y que la Estación Central al sur del aeropuerto de Reus sigue en el cajón, los Ayuntamientos de Tarragona y Reus comienzan a plantear por primera vez una hipotética unión del territorio. Entre las voces empresariales se comienza a plantear, pues, esta área metropolitana, que sería la segunda de Cataluña, detrás de la de Barcelona. La zona tiene recursos suficientes para ser un área metropolitana, debido a que tiene bastante población en un mismo punto, contiene una gran cantidad de petroquímicas, empresas, infraestructuras como un aeropuerto, una estación de alta velocidad en su centro (véase estación de Campo de Tarragona) y una red ferroviaria extensa, siendo las principales estaciones en número de usuarios la estación de Tarragona, la estación de Reus y la estación de Salou.
No está claro cómo estaría delimitado el territorio, pero se habla que el área metropolitana se encuentra entre Cambrils y Vendrell y de Tarragona a Valls, con una población de más o menos medio millón de personas.
Los municipios que la conforman son los siguientes:
| Ciudad                                            | Censo 2007 | Censo 2016 | Superficie km² | Densidad hab./km² |
| ------------------------------------------------- | ---------- | ---------- | -------------- | ----------------- |
| área de Tarragona                                 |            |            |                |                   |
| Tarragona                                         | 140.323    | 131.094    | 57,9           | 2.152             |
| Reus                                              | 107.835    | 103.615    | 53             | 1.979             |
| Vendrell                                          | 33.340     | 36.482     | 36,82          | 993,16            |
| Cambrils                                          | 29.112     | 33.273     | 35             | 830               |
| Valls                                             | 23.948     | 24.285     | 55             | 436               |
| Salou                                             | 23.398     | 26.386     | 15,1           | 1.552,6           |
| Vilaseca                                          | 18.678     | 21.935     | 21,8           | 857,6             |
| Torredembarra                                     | 14.524     | 15.460     | 9              | 1.677             |
| Montroig                                          | 10.292     | 11.521     | 63,6           | 161,9             |
| Constantí                                         | 6.183      | 6439       | 31             | 197               |
| Riudoms                                           | 6.149      | 6.591      | 32,4           | 190               |
| La Canonja                                        | -- *       | 5804       | 7,33           | 791,81            |
| Roda de Bará                                      | 5.586      | 6.391      | 16             | 342               |
| La Selva del Campo                                | 5.097      | 5.591      | 35,2           | 144,8             |
| Alcover                                           | 4.731      | 5.095      | 46,3           | 102,2             |
| Altafulla                                         | 4.415      | 5.034      | 7              | 638               |
| El Catllar                                        | 3.751      | 4.211      | 27             | 142               |
| Pallaresos                                        | 3.538      | 4.597      | 6              | 649               |
| Creixell                                          | 2.952      | 3.467      | 10             | 284               |
| Morell                                            | 2.855      | 3.550      | 6              | 485               |
| Castellvell                                       | 2.474      | 2.851      | 5,2            | 480,4             |
| Borjas del Campo                                  | 1.965      | 2.070      | 8,3            | 236,2             |
| Montbrió de Tarragona                             | 1.917      | 2.779      | 10,6           | 181,2             |
| Pobla de Mafumet                                  | 1.734      | 3.771      | 6              | 283               |
| Alforja                                           | 1.730      | 1.844      | 38             | 45,5              |
| Viñols y Archs                                    | 1.594      | 1.918      | 10,9           | 146,4             |
| La Riera                                          | 1.453      | 1.694      | 9              | 166               |
| La Secuita                                        | 1.363      | 1.692      | 18             | 77                |
| Almoster                                          | 1.286      | 1.401      | 6              | 213,3             |
| Riudecols                                         | 1.194      | 1.169      | 19,5           | 61,2              |
| Perafort                                          | 996        | 1.282      | 10             | 103               |
| Botarell                                          | 998        | 1.120      | 12             | 83,5              |
| Riudecañas                                        | 973        | 1.116      | 17,1           | 57,1              |
| Aleixar                                           | 862        | 887        | 26,2           | 33                |
| Maspujols                                         | 542        | 774        | 3,6            | 151,8             |
| La Nou de Gaya                                    | 461        | 546        | 4              | 108               |
| Rourell                                           | 362        | 398        | 2              | 159               |
| La Masó                                           | 287        | 290        | 4              | 79                |
| Dosaiguas                                         | 234        | 242        | 13,6           | 17,2              |
| Garidells                                         | 198        | 193        | 3              | 66                |
| *La Canonja formaba parte de Tarragona en ese año |            |            |                |                   |
| TOTAL                                             | 469.330    | 485.314    | 830,85         | 418,77            |